# Траханиотов, Никифор Васильевич

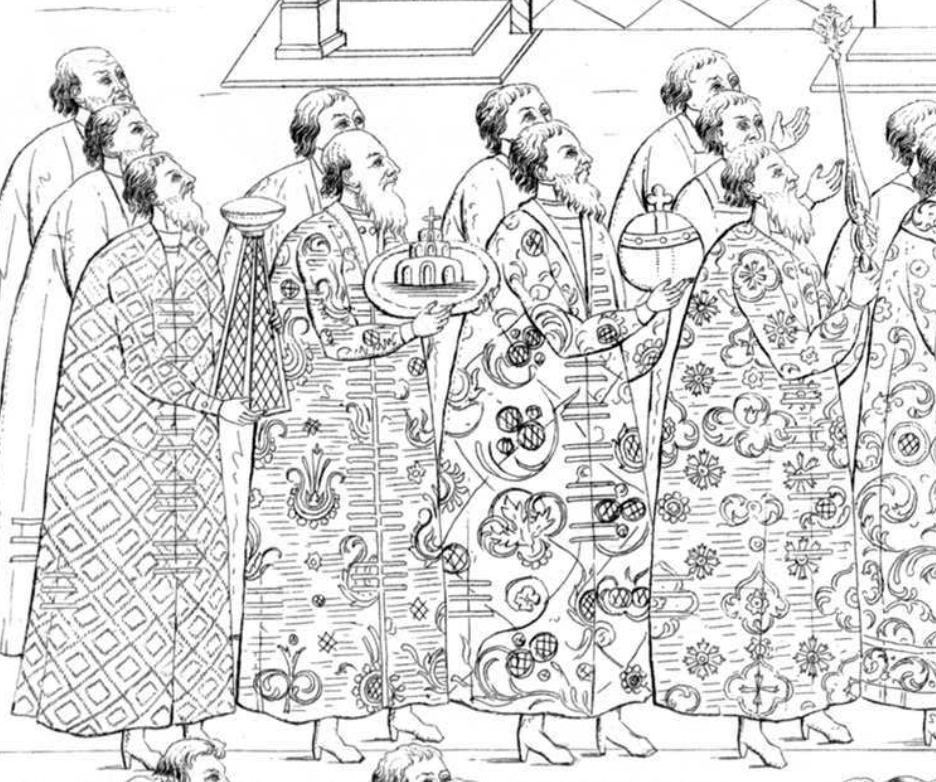
Миниатюра из Коронационного альбома Михаила Фёдоровича, слева направо изображены Алексей Шапилов со стоянцем, Сыдавной-Васильев(?) с золотым блюдом, казначей Траханиотов с державой, князь Дмитрий Пожарский со скпитером

Никифор Васильевич Траханиотов (ум. 1623) — русский военный и государственный деятель из дворянского рода Траханиотовых. Основатель Берёзова.

## Биография
Младший из двух сыновей Василия Юрьевича Траханиотова (ум. 1568) и его супруги Аграфены, брат Ивана Васильевича Траханиотова. В 1592 году воевода в Чердыни. В 1593 году вместе с князем Михаилом Волконским послан в Югру, где победил враждебного пелымского князя Аблегирима. Прикрывал возведение Пелымского острога Петром Горчаковым, затем на месте хантыйского поселения Сумгутваш заложил Берёзовскую крепость, став основателем первого в этих краях русского города Берёзова. В 1602 году воевода в Терках, в 1606—1607 годах воевода в Вологде. Позже в чине стольника служил при дворе Москве. Когда в 1610 году в Москву вошли поляки, он попытался спасти царскую казну в подземельях Кремля от разграбления. Из шести царских венцов им был спасён один из самых ценных — шапка Мономаха. После избрания на царство Михаила Фёдоровича Траханиотов в 1613 году был назначен казначеем и находился в этой должности до 1618 года. Умер в 1623 году в своей вотчине Козодавлево.

## Семья
- Сын Василий Никифорович Траханиотов
- Сын Иван Никифорович Траханиотов — московский дворянин (1627—1629), стряпчий (1636), воевода в Нижнем Новгороде (1628—1630), в Астрахани (1642), в Свияжске (1645—1647).
- Сын Семён Никифорович Траханиотов
- Дочь Анна Никифоровна Траханиотова